# Société d'émulation de l'Ain
La Société d'émulation de l'Ain est une société savante française.
Créée en 1755 et refondée en 1783, c'est une des plus anciennes sociétés savantes de France.